# Махавибхаша
Махавибхаша (IAST: Mahāvibhāṣa, Абхидхарма Махавибхаша Шастра, санскр. — «Великий комментарий») — один из старейших буддийских текстов, свод знаний по абхидхарме, принадлежащий школе сарвастивада. Составлен около 150 года н. э. в Кашмире, составление этого текста мотивировал Четвёртый буддийский собор (речь идёт о Соборе в Кашмире). В дальнейшем критическая переработка «Махавибхаши» привела к появлению знаменитого трактата «Абхидхармакоша» автора Васубандху (V век н. э.).

Махавибхаша сохранилась только в китайском переводе.

## Вибхаша как собрание текстов
Понятие «Вибхаша» означает собрание текстов, исследования или разъяснения, происходит от санскритского vi + √bhaṣ — «говорить», «объяснять». Это название говорит, что изначально существовало множество отдельных текстов, которые комментировали в первую очередь «Джнянапрастхану», а также другие абхидхармистские сочинения.
Источники Махавибхаши находятся в сложной зависимости друг от друга. В японском собрании Тайсё выделяется три тома: IAST: Abhidharma Mahāvibhāṣā Śāstra (T1545), IAST: Abhidharma Vibhāṣā Śāstra (T1546) и IAST: Vibhāṣā Śāstra (T1547).

## Абхидхарма Махавибхаша Шастра Катьяянипутры
Основным источником является IAST: Abhidharma Mahāvibhāṣa Śāstra. Авторство приписывается пятистам архатам, которые собрались через 600 лет после Махапаринирваны Будды. Составителем данного текста считается Катьяянипутра (Katyāyāniputra). Датировка и авторство определяется на основании китайского перевода Сюаньцзана и исторических соображений.
В собрании Тайсё тексту посвящён отдельный том T27, No. 1545, 阿毘達磨大毘婆沙論, 五百大阿羅漢等造, 三藏法師玄奘奉　詔譯 большого объёма, который занимает примерно треть всей литературы по абхидхарме. Старый перевод IAST: Vibhāṣa Śāstra (Буддхаварман и Даотай) содержится как T28, No. 1546, 阿毘達磨毘婆沙論, 迦旃延子造, 五百羅漢釋, 北涼天竺沙門浮陀跋摩共道泰等譯.

## Содержание
Данный текст содержит большой объём разнородного материала. Обсуждаются многочисленные вопросы, причём не только с позиций сарвастивады, но и с позиций других школ — вибхаджьявада, пудгалавада, махасангхика и небуддийские самкхья, вайшешика.
Мнения разных школ оттеняют и подчёркивают позицию сарвастивады. Нередко в дискуссиях итоги не подводятся, а оставляется разнообразие мнений.

## Кашмирскаясарвастивада
Школа сарвастивада в Кашмирском царстве опиралась на «Махавибхашу» как на основное сочинение, поэтому кашмирских философов называли также «вайбхашиками». Предположительно, оригинальные тексты кашмирских вайбхашиков не сохранились и лишь частично представлены в сочинениях сторонников сарвастивады в Гандхаре и других странах. Во времена Васубандху Махавибхаша считалась сводом всех основных учений.

## Роль Махавибхаши в развитии Махаяны
Много материала из Махавибхаши связано с доктринами махаяны. Уже в «Махавибхаше» используется разделение учения на Три колесницы — Шравакаяна, Пратьекабуддаяна и Боддхисатваяна. Там же обсуждается соотношение между Хинаяной и Махаяной в выражениях, принятых позднее в махаянистской традиции.
Учения Махаяны описываются в «Махавибхаше» также под названием Вайпулья.